# Angélique Pichon
Pour les articles homonymes, voir Pichon.
Angélique Pichon, née le 26 septembre 1978 à Mespaul (Finistère), est une basketteuse en fauteuil roulant française, évoluant actuellement au Club trégorrois handisport de Lannion. Elle fait aussi partie de l'équipe de France de handibasket féminine et a représenté la France aux Jeux paralympiques de Londres en 2012 et de Rio en 2016.

## Carrière internationale
En tant que membre de l'équipe nationale de handibasket, Angélique a participé aux compétitions suivantes :
- 2005 : Championnat d'Europe, 3e
- 2007 : Championnat d'Europe, 7e
- 2009 : Championnat d'Europe, 4e
- 2011 : Championnat d'Europe, 4e
- 2012 : Jeux paralympiques de Londres

## Carrière nationale
- 2009 : vice-champion de France Nationale 1B
- 2011 : champion de France Nationale 1B (club de Lannion)